# Holothuria caparti
Holothuria caparti is een zeekomkommer uit de familie Holothuriidae.
De wetenschappelijke naam van de soort werd in 1964 gepubliceerd door Gustave Cherbonnier.